# نیکلسون (ویسکانسین)
نیکلسون (به انگلیسی: Nicholson) یک منطقهٔ مسکونی در ایالات متحده آمریکا است که در شهرستان وپاکا، ویسکانسین واقع شده‌است. نیکلسون ۲۷۰٫۰۶ متر بالاتر از سطح دریا واقع شده‌است.